# Eduardo Lobos
Eduardo Eugenio Lobos Landaeta (Curicó, 30 luglio 1981) è un allenatore di calcio ed ex calciatore cileno, di ruolo portiere, tecnico del Dep. Linares.

## Palmarès

### Club

#### Competizioni nazionali
- Campionato cileno: 2

Colo-Colo: Clausura 2002, Clausura 2013-2014